# Trichostrongyloidea
Die Trichostrongyloidea sind eine ehemalige Überfamilie der Fadenwürmer, die im Magen-Darm-Trakt von Vögeln, Beuteltieren, Hasenartigen, Nagetieren, Wiederkäuern und Primaten parasitieren. Lippen, Mundhöhle und Kopfbläschen sind nicht ausgebildet. Die Bursa copulatrix ist vom Typ 1-3-1. Der Uterus ist paarig. Nach neuerer Systematik sind sie zur Familie Trichostrongylidae herabgestuft.
Die Überfamilie wurde in drei Familien gegliedert, die aktuell nur noch Unterfamilien sind:
- Cooperiidae
- Haemonchidae
- Trichostrongylidae